# Ectecephala laticornis
Ectecephala laticornis är en tvåvingeart som beskrevs av Daniel William Coquillett 1910. Ectecephala laticornis ingår i släktet Ectecephala och familjen fritflugor. Inga underarter finns listade i Catalogue of Life.